# Gare de Mont-sous-Vaudrey
La gare de Mont-sous-Vaudrey est une gare ferroviaire française non exploitée de la ligne de Dole-Ville à Poligny, située sur le territoire de la commune de Mont-sous-Vaudrey, dans le département du Jura, en région Bourgogne-Franche-Comté.
Mise en service en 1884 et fermée au service des voyageurs le 15 mai 1938, le bâtiment des voyageurs est devenu un dépôt d'engrais puis une habitation en 1970.

## Situation ferroviaire
La gare de Mont-sous-Vaudrey est située au point kilométrique 380,85 de la ligne de Dole-Ville à Poligny déclassée entre Mont-sous-Vaudrey et Poligny (PK 381,000 à 400,217),. Son altitude est de 216 m.

## Histoire
La gare de Mont-sous-Vaudrey, commandée par la Compagnie du chemin de fer de Paris à Lyon, a été mise en service en 1884.
Elle était desservie par les trains de voyageurs de la ligne de Dole-Ville à Poligny, jusqu'au 15 mai 1938, et du 3 au 21 septembre 1939, lors de la mobilisation générale.
Une voie spéciale accueillait, chaque semaine, le train du président Jules Grévy, entre 1884 et 1887.
La gare a ensuite été utilisée comme dépôt d'engrais, puis a été vendue à un particulier, en 1970[réf. nécessaire].
Réhabilitée en logement, elle a été vendue et rachetée plusieurs fois.

## Architecture et décors
Le bâtiment voyageurs de la gare de Mont-sous-Vaudrey est rectangulaire, percé d'une vingtaine d'ouvertures symétriques, et couvert d'un toit de tuiles à quatre pans.
Les décors intérieurs sont, jusqu'à sa fermeture, ceux d'une maison bourgeoise, avec des boiseries de chêne et de vastes cheminées ornées des armoiries de la Franche-Comté.

## Infrastructure
La gare de Mont-sous-Vaudrey se compose, jusqu'à sa fermeture de :
- un bâtiment voyageurs de type 2e classe PLM et ses installations habituelles
- une grue de 6 tonnes et plusieurs autres hydrauliques
- un pont à bascule de 20 tonnes
- deux plaques tournantes de 4,40 m
- un gabarit de chargement
- une tour maçonnée avec réservoir métallique de 100 m3
- un bâtiment de machine alimentaire (23 m3/h) avec prise d'eau dans la Cuisance

Seul le bâtiment voyageur subsiste de cet ensemble.